# Biczyce Górne
Biczyce Górne is een plaats in het Poolse district Nowosądecki, woiwodschap Klein-Polen. De plaats maakt deel uit van de gemeente Chełmiec en telt 555 inwoners.